# Andrés Balanta
Andrés Felipe Balanta Cifuentes (18. ledna 2000 – 29. listopadu 2022) byl kolumbijský profesionální fotbalista, který hrál na pozici defenzivního záložníka za Deportivo Cali a CA Tucumán. Reprezentoval svůj národ na mládežnické úrovni. V červnu 2022 přestoupil do Atlética Tucumán na hostování z Deportiva Cali do června 2023 s opcí na odkup na výslovnou žádost technického ředitele Lucase Pusineriho, což byla jeho první mezinárodní zkušenost.
Dne 29. listopadu 2022 se Balanta během tréninku zhroutil na zem v důsledku kardiorespirační zástavy. Zdravotnický personál se neúspěšně pokoušel o resuscitaci po dobu 40 minut.